# Aiuruoca
Aiuruoca là một đô thị thuộc bang Minas Gerais, Brasil. Đô thị này có diện tích 650,069 km², dân số năm 2007 là 6239 người, mật độ 9,8 người/km².